# Goodwin (Dacota do Sul)
Goodwin é uma cidade  localizada no estado norte-americano de Dacota do Sul, no Condado de Deuel.

## Demografia
Segundo o censo norte-americano de 2000, a sua população era de 160 habitantes.
Em 2006, foi estimada uma população de 151, um decréscimo de 9 (-5.6%).

## Geografia
De acordo com o United States Census Bureau tem uma área de
1,2 km², dos quais 1,2 km² cobertos por terra e 0,0 km² cobertos por água. Goodwin localiza-se a aproximadamente 609 m acima do nível do mar.

## Localidades na vizinhança
O diagrama seguinte representa as localidades num raio de 24 km ao redor de Goodwin.